# Anne Fleck

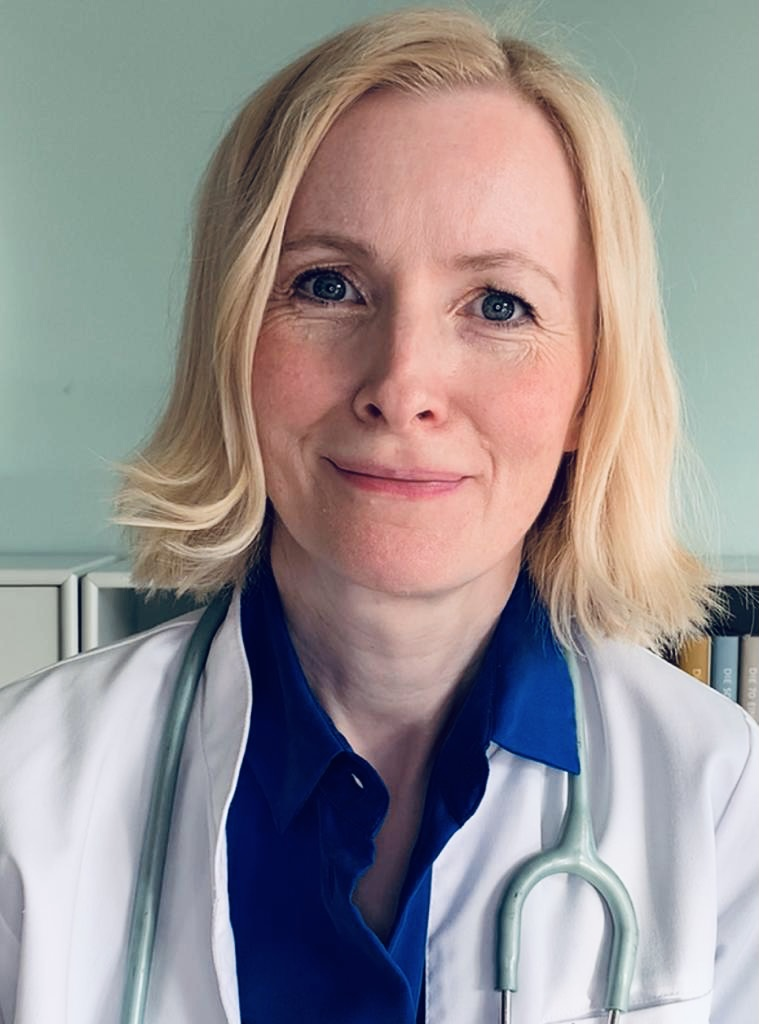
Anne Fleck (2021)

Anne Alice Beatrice Fleck (* 1972 in Saarlouis) ist eine deutsche Ärztin und Buchautorin.

## Beruflicher Werdegang
Fleck studierte nach dem Abitur am Saarlouiser Gymnasium am Stadtgarten von 1991 bis 1998 Humanmedizin an der Universität Leipzig, Université Paris Descartes und Universität L’Aquila mit Famulaturen an der Universität Wien und in Großbritannien. Nach dem medizinischen Staatsexamen arbeitete sie als wissenschaftliche Mitarbeiterin an der Universität Leipzig im Bereich Innere Medizin und durchlief die Schwerpunkte Kardiologie, Elektrophysiologie, Gastroenterologie, Stoffwechselerkrankungen, Autoimmunerkrankungen, Rheumatologie, Tropenmedizin, Adipositasmedizin und arbeitete mehrere Jahre in der Notfallmedizin. Sie promovierte 2010 an der Klinik und Poliklinik für Psychiatrie und Psychotherapie des Universitätsklinikums Leipzig betreut durch Steffi Gerlinde Riedel-Heller über Psychopharmokologische Behandlungspraxis bei Demenzkranken: Ergebnisse einer longituidinalen, bevölkerungsrepräsentativen Studie.
2006 und 2007 absolvierte sie die Facharztprüfungen für Innere Medizin und Rheumatologie. Während ihrer ärztlichen Tätigkeit etablierte und leitete sie Zentren für Präventiv- und Ernährungsmedizin und Adipositas.
Fleck steht dafür in Kritik, in ihren Publikationen nicht evidenzbasiert zu arbeiten, sondern Pseudohypothesen heranzuziehen.
Fleck lebt in Hamburg und hat in Hamburg-Nienstedten eine eigene Praxis.

## Autorin und Medienpräsenz
Anne Fleck tritt seit 2009 als Internistin in Druckerzeugnissen und seit 2013 in Fernsehsendungen der ARD, NDR (Visite und Die Ernährungs-Docs), MDR, 3SAT und ARTE in Erscheinung. Sie ist außerdem als Expertin für Gesundheit in Talkshows im Fernsehen (ZDF, ARD, NDR, MDR, SWR, RTL) zu sehen und engagiert sich als Referentin und Moderatorin bei Veranstaltungen und wissenschaftlichen Lesungen zum Thema Gesundheit.
2017 tourte sie mit der Vortrags-Reihe „Doc Fleck live“ durch Deutschland.
Als Buchautorin wurde Anne Fleck in Folge 2016 bis 2021 im literarischen Wettbewerb der Gastronomischen Akademie Deutschlands auf der Frankfurter Buchmesse im Segment „Gesundheit“ geehrt (zweimal Goldmedaille, dreimal Silbermedaille).
Ihr Podcast „Dr. Anne Fleck – Gesundheit und Ernährung“ startete Ende 2020. Er entsteht in Zusammenarbeit mit Brigitte Leben. Dort spricht sie jede Woche über diverse medizinische Themen. Innerhalb eines Jahres schaffte es die Sendung in die Top Ten der Apple Podcasts und wurde Teil einer „Best of 2021“- Kampagne der Apple Podcast App.
Im Januar 2021 schrieb Meike Dinklage in Brigitte über Anne Fleck: „Mit bemerkenswerter Lust und fachlich präzise führt sie Schmerzen, Entzündungen und sogar Gemütszustände auf Aspekte der Lebensführung zurück.“ Ihr im März 2021 veröffentlichtes Sachbuch „Energy! – Der gesunde Weg aus dem Müdigkeitslabyrinth“ schaffte es bereits vor Veröffentlichung auf die Spiegel Bestseller-Liste im Bereich Sachbuch und wird in mehrere Sprachen übersetzt. Eine Rezension im Wissenschaftsmagazin Spektrum wurde mit „Gefährliches Geschwurbel“ betitelt, die sog. Doc-Fleck-Methode basiere zu einem nicht unerheblichen Teil auf bloßen Vermutungen.
Seit Mai 2022 gibt sie eine wöchentliche „Sprechstunde“ im Rahmen des RTL-Mittagsmagazins „Punkt 12“ unter dem Hashtag #wirmachendeutschlandgesuender.

## Publikationen
- Die Gesundküche – neuester Stand. BJV Verlag, Hilden 2015, ISBN 978-3-95453-092-2.
- Die 50 gesündesten 10-Minuten-Rezepte. BJV Verlag, Hilden 2016, ISBN 978-3-95453-103-5.
- Die Ernährungs-Docs. ZS Verlag, München 2016, ISBN 978-3-89883-561-9.
- Matthias Riedl, Anne Fleck, Jörn Klasen: Die Ernährungs-Docs – Wie Sie mit der richtigen Ernährung Krankheiten vorbeugen und heilen können. Mit Texten von Britta Probol und Annette Willenbücher. 1. Auflage. ZS Verlag, München 2016, ISBN 978-3-89883-609-8 (E-Book).
- Die Ernährungs-Docs, Diabetes. ZS Verlag, München 2017, ISBN 978-3-89883-661-6.
- Die 70 einfachsten Gesundrezepte. BJV Verlag, Hilden 2017, ISBN 978-3-95453-137-0.
- SCHLANK! und gesund mit der Doc Fleck Methode. BJV Verlag, Hilden 2017, ISBN 978-3-95453-140-0.
- Gesunde Sommerküche – Schnell, einfach, köstlich. BJV Verlag, Hilden 2018, ISBN 978-3-95453-151-6.
- Schlank! für Berufstätige – Schlank! und gesund mit der Doc Fleck Methode. BJV Verlag, Hilden 2018, ISBN 978-3-95453-160-8.
- Ran an das Fett. Heilen mit dem Gesundmacher Fett. Wunderlich, Reinbek 2019, ISBN 978-3-8052-0041-7.
- Energy! Der gesunde Weg aus dem Müdigkeitslabyrinth. dtv Verlagsgesellschaft, München 2021, ISBN 978-3-423-28277-2.
- Energy! in 5 Minuten. Gesünder Tag für Tag mit der Doc-Fleck-Methode – Ein Mitmachbuch, das Ihr Leben verändert. dtv Verlagsgesellschaft, München 2021, ISBN 978-3-423-28309-0.

## Auszeichnungen
- 2016: Goldmedaille[14] im Rahmen der Frankfurter Buchmesse durch die Gastronomische Akademie Deutschlands e. V. (GAD)
- 2017: Goldmedaille in der Kategorie „Gesundheit“ im literarischen Wettbewerb für den Titel Die 50 gesündesten 10-Minuten-Rezepte
- 2018: Silbermedaille im literarischen Wettbewerb der GAD für Gesunde Sommerküche
- 2019: Silbermedaille für SCHLANK! und gesund mit der Doc Fleck Methode
- 2021: Silbermedaille für SALATE der Superlative